# محوطه قلا قیران
محوطه قلا قیران مربوط به دوره ساسانیان تا دوران‌های تاریخی پس از اسلام است و در شهرستان ایلام، منطقه ششدار، دامنه جنوبی کوه قلاقیران واقع شده و این اثر در تاریخ ۹ اردیبهشت ۱۳۸۲ با شمارهٔ ثبت ۸۴۳۵ به‌عنوان یکی از آثار ملی ایران به ثبت رسیده است.